# 威廉·D·羅傑斯
威廉·戴尔·罗杰斯（英語：William Dill Rogers，1927年5月12日—2007年9月22日），美国律師，曾任美國國務院美洲事務局首席副助卿和國務院經濟事務次卿。威廉·D·羅傑斯與威廉·P·羅傑斯沒有任何關係，兩者只是名字相似而已。

## 早年生活
羅傑斯在普林斯頓大學主修國際事務，並於1951年畢業於耶魯大學法學院。
羅傑斯於2007年9月22日在弗吉尼亞州阿珀維爾去世，享年80歲。他留下了結婚56年的妻子蘇珊娜·羅奇福德·“蘇基”·羅傑斯，以及兩個兒子：小威廉·D·羅傑斯博士和丹尼爾·R·羅傑斯。羅傑斯還有一個姐姐和四個孫子。